# El malalt imaginari
El malalt imaginari és una comèdia-ballet de Molière estrenada el 1673 que gira al voltant de la hipocondria. És la darrera comèdia de l'autor, que va morir després d'interpretar justament el paper del malalt.

## Argument
L'Argant és un vell hipocondríac que està obsessionat amb la seva salut. El cuiden la seva dona i molts metges, que busquen només heretar la fortuna de l'ancià. Al seu costat, però, té també Toinette, la serventa, i la seva filla Angelique, que l'estima de debò. La Toinette intenta que el seu amo es curi de les seves manies i recuperi les ganes de viure i vol desemmascarar els mentiders que l'envolten. Per aquest motiu li diu a l'Argant que fingeixi que és mort, per veure com reaccionen els que suposadament l'estimen. L'Argant s'adona que només la seva filla és sincera en l'amor, tot i que és a l'única a qui no havia deixat ser feliç, tot intentant que es casés amb un metge ric i no amb el seu pretendent estimat. En veure com és de caràcter, l'Argant accedeix a deixar-la casar amb el seu amant i acaba proposant-se de ser ell mateix el seu metge per no deixar-se enganyar més.

## Personatges
- Argant, l'hipocondríac
- Toinette, la serventa
- Béline, l'esposa
- Béralde, germà d'Argant
- Angelique, filla
- Louison, una altra filla
- Cléante, pretendent d'Angelique
- Thomas Diaforus, fill de metge amb qui Argant vol que es casi la seva filla
- Monsieur De Bonnefoy, notari
- Monsieur Fleurant, apotecari
- Polichinelle, promès de Toinette
- Monsieur Purgot i Monsieur Diafoirus, metges

## Anàlisi
Els noms dels personatges són reveladors del seu caràcter, així Angelique és la bona filla, Fleurant (de flor) prepara remeis a partir d'herbes... Cadascú d'ells representa una figura tipus, però estan descrits amb realisme. Aquest realisme, però, no exclou la comicitat, present tant als diàlegs, com al final (on el mateix Argan esdevé un metge), com a la figura dels criats, que segueixen la línia de la commedia dell'arte (present en tota l'obra) adoptant el paper dels graciosos però amb sentit comú.
La crítica a la medicina és una constant a la literatura barroca (com es veu per exemple a les sàtires de Francisco de Quevedo). També és propi del barroc el joc entre aparença i realitat (els suposats aliats del malalt només en volen els diners), tot i que aquí ocupa un lloc secundari davant el caràcter satíric de la hipocondria.
Un altre tema recurrent a les obres franceses de l'època (que augmentarà durant la il·lustració i el Romanticisme) és la condemna dels matrimonis concertats per a la dona, que s'ha de casar per posició i no per amor. En les adaptacions teatrals, l'obra ha rebut interpretacions diverses segons les èpoques, així després de la mort de Molière es descantava més cap a la farsa, evitant els aspectes massa seriosos, amb el romanticisme les representacions van destacar el drama familiar i contemporàniament es considera una comèdia burlesca.

## Òpera
El compositor italià Gennaro Napoli (1881-1943) va escriure una òpera basada en aquest argument.

## Traduccions al català
- Molière. El Malalt imaginari : comèdia en tres actes. Traducció: Josep Carner.  Barcelona: Bartomeu Baxarias, 1934.[2][5]
- Molière. El Malalt imaginari ; El casament per força. Traducció: Josep Carner.  Barcelona: Editorial Catalana, 1921 (Biblioteca Literària (Catalònia); 45).[2][5][6]
- Molière. El Senyor de Pourceaugnac ; El metge per força ; L'amor metge ; El malalt imaginari. Traducció: Alfons Maseras.  Barcelona: Barcino, 1934 (Els Clàssics del món.A;11).[2][7][8]
- Molière. L'Amor metge ; El metge per força ; El malalt imaginari. Traducció: Bonaventura Vallespinosa.  Barcelona: Editorial Selecta, 1971.[9][10][11]
- Molière. El malalt imaginari. Traducció: Anna Casassas.  Bambú, 2015 (Clàssics Universals). ISBN 978-84-8343-396-6.[12]